# Kostel Povýšení svatého Kříže (Mečeříž)
Římskokatolický filiální kostel Povýšení svatého Kříže v Mečeříži je novorománská sakrální stavba jehož věž se tyčí v dominantním postavení nad obcí. Od roku 1993 je kostel chráněn jako kulturní památka.

## Historie
Kostel pochází z první poloviny 20. století.

## Architektura
Jedná se o jednolodní, obdélníkovou stavbu s obdélníkovým presbytářem s apsidou, hranolovou věží při jižní straně a předsíní při západní straně.
Presbytář je sklenut křížovou klenbou. Loď má plochý strop.

## Zařízení
Zařízení kostela je novodobé.

## Okolí kostela
Vedle stála dřevěná barokní zvonice, s dřevěným patrem na krakorcích a zděnou podezdívkou. Z někdejší zvonice se zachovalo pouze zděné podlaží a podoba zvonice je vidět už jen na starých fotografiích. Nedaleký železný kříž na kamenném podstavci pochází z roku 1823.